# Тосін Абасі
Олуватосін Айоїнка Олуміде Абасі (англ. Oluwatosin Ayoyinka Olumide Abasi; 7 січня 1983), більш відомий як Тосін Абасі (англ. Tosin Abasi) — американський музикант нігерійського походження, найбільш відомий як засновник і головний гітарист інструментальної прогресив-метал гурту Animals as Leaders. Він записав і випустив п’ять альбомів із Animals as Leaders: однойменний дебют, Weightless, The Joy of Motion, The Madness of Many і їхній останній альбом Parrhesia.

## Життєпис

### Раннє життя
Тосін Абасі народився у Вашингтоні, округ Колумбія, в родині нігерійських іммігрантів до Сполучених Штатів. Його брат, Абдул Абасі, колишній сержант армії Сполучених Штатів, а зараз працює модельєром.
Абасі переважно гітарист-самоучка. Він вперше взяв гітару вдома у друга, просто бринькаючи на ній і вигадуючи елементарні пісні на місці. У той час він познайомився з музикою, вивчаючи кларнет у початковій школі. Пізніше він почав брати напрокат навчальні відеозаписи гітаристів глем-металу у своєму місцевому музичному магазині, сказавши, що деякі з них «це відео, на яких ви не хочете, щоб вас помітили» через пишний матеріал на певних стрічках (наприклад, жінки в бікіні).
Абасі сказав, що коли він вирішив навчитися грати на гітарі, його батько був «повністю ліберальний щодо всього цього, підбадьорював і пишався» і фактично купив йому його першу гітару. Однак його мати спочатку дотримувалася більш консервативних поглядів. Тосін сказав в одному з інтерв’ю: «Моя мама, безумовно, представляє більше традиційний менталітет іммігрантів, коли освіта та звичайні канали набагато важливіші, ніж творчі зусилля».

### Рання кар'єра
Він був гітаристом метал-гурту PSI зі Сілвер-Спрінг, штат Меріленд, перш ніж приєднатися до технічного металкор-гурту Reflux на початку та в середині 2000-х років. Під час шоу Reflux лейбл Prosthetic Records помітив його майстерність і запропонував йому запис як сольного виконавця. Спочатку він відмовився, сказавши, що не відчуває себе комфортно з його рівнем навичок, щоб написати власну платівку. Після цього Абасі вступив до Атлантського інституту музики та медіа, комерційного коледжу. Після закінчення навчання він зв’язався з Prosthetic Records і запитав, чи актуальна пропозиція. Потім він створив свій «сольний» проект «Animals as Leaders», назва якого походить від книги «Ішмаель».

### Успіх із Animals as Leaders і далі
У 2009 році він записав перший реліз Animals as Leaders з Мішею Мансуром (з Periphery), який продюсував і записав альбом з Тосіном, а також програмував ударні. Хав'єр Рейес і Навене Копервейс були залучені на ритм-гітарі та барабанах відповідно після завершення альбому, перетворивши проект на повноцінний гастрольний гурт. Він також гастролював з гуртом Born of Osiris як дублер гітариста колишнього учасника Метта Пантеліса, коли вони прослуховувалися на постійну заміну.
У 2011 році Тосін почав збирати матеріал для нової групи T.R.A.M., до складу якої увійшли його колега по Animals As Leaders Хав’єр Рейес, барабанщик Suicidal Tendencies Ерік Мур і колишній духовий інструменталіст The Mars Volta Адріан Террасас-Гонсалес. "T.R.A.M." означає Terrazas, Reyes, Abasi, Moore. У середині березня 2011 року T.R.A.M. зіграли свій перший концерт на South by Southwest, багатоденному музичному фестивалі в Остіні, Техас. Тосін пояснив, що створив T.R.A.M. як тріо, що складається з нього, Хав’єра та Адріана, як вихід для деяких ідей, які він написав і які, на його думку, не пасують до Animals as Leaders. Ерік Мур був доданий до складу лише на етапі запису альбому, і протягом кількох тижнів написав і виконав усі барабани в альбомі.
Animals as Leaders випустили свій другий альбом, Weightless, 8 листопада 2011 року. Як повідомляється, Абасі знову зустрічався з Мішею Мансуром наприкінці 2012 року, і повідомлялося, що новий альбом Animals as Leaders знаходиться в роботі, який повинен був вийти в 2013 році.
На NAMM 2013 була представлена фірмова гітара Тосіна Абасі, Ibanez TAM 100. Ця гітара заснована на моделі Ibanez RG2228, якою він користувався кілька років, і містить його фірмові звукознімачі DiMarzio Ionizer.
19 березня 2014 року альбом Animals As Leaders The Joy of Motion став доступним для потокового перегляду через YouTube. 24 березня 2014 року альбом був випущений в Європі, 25 березня в Північній Америці і 28 березня в Австралії та Новій Зеландії на Sumerian Records. Альбом був зустрінутий широкими позитивними відгуками. У липні 2014 року Тосін з'явився в першому епізоді Guitar Power, веб-серіалу, спонсорованого D'Addario String і журналом Rolling Stone.
Станом на березень 2014 року він був у турі з Animals As Leaders. У жовтні 2014 року стало відомо, що Абасі приєднається до Джо Сатріані, Ґатрі Ґована та Майка Кеніллі в турі G4 у 2015 році.
У квітні та травні 2016 року Абасі приєднався до Нуно Беттанкура, Інгві Мальмстіна, Стіва Вая та Закка Вайлда в рамках туру Generation Axe. Пізніше супергрупа повторила свій тур у 2017 році в Азії та Північній Америці ще раз у 2018 році.
У серпні 2020 року стало відомо, що Абасі був музикантом, який створив «повітряну гітару» у фільмі "Білл і Тед".
Наприкінці березня 2022 року вийшов альбом «Parrhesia» Animals as Leaders; хоча загалом позитивно, критики здебільшого сходяться на думці, що альбом не є найсильнішою роботою гурту: Metal Sucks дав альбому 3/5, посилаючись на зрушення в бік мінімалізму, стиль Абасі як художника загалом призвів до створення більш ембієнтної роботи, але меншої кількості «вау» моментів; Pitchfork поставив альбому 7,3/10, зазначивши, що альбом робить кроки до вдосконалення стилю групи; Guitar.com оцінив роботу 4 із 5 зірок.